# Nøbbet
Nøbbet (tot 2010: Nøbbet Kirkedistrikt ) is een parochie van de Deense Volkskerk in de Deense gemeente Lolland. De parochie maakt deel uit van het bisdom Lolland-Falster en telt 404 kerkleden op een bevolking van 404 (2004).
Nøbbet werd in 1908 een kirkedistrikt binnen de parochie Horslunde. Als zodanig was het gebied tot 1970 deel van Lollands Nørre Herred. In dat jaar werd het gebied opgenomen in de nieuwe gemeente Ravnsborg. Deze ging in 2007 op in de fusiegemeente Lolland. Bij de afschaffing van de kirkedistrikter in 2010 werd Nøbbet een zelfstandige parochie.

Aastrup · Arninge · Askø · Avnede · Bandholm · Birket · Branderslev · Brarup · Bregninge · Bursø · Dannemare · Døllefjelde · Engestofte · Errindlev · Eskilstrup · Falkerslev · Fejø · Femø · Fjelde · Fuglse · Gedesby · Gedser Kirkedistrikt · Gloslunde · Godsted · Græshave · Gundslev · Gurreby · Halsted · Herredskirke · Herritslev · Hillested · Holeby · Horbelev · Horreby · Horslunde · Hunseby · Idestrup · Kappel · Karleby · Kettinge · Kippinge · Købelev · Krønge · Landet · Langø Kirkedistrikt · Lillebrænde · Løjtofte · Maglebrænde · Majbølle · Maribo Domsogn · Musse · Nebbelunde · Nøbbet Kirkedistrikt · Nordlunde · Nørre Alslev · Nørre Kirkeby · Nørre Ørslev · Nørre Vedby · Nykøbing F · Nysted · Olstrup · Ønslev · Øster Ulslev · Østofte · Radsted · Ringsebølle · Rødby · Rødbyhavn · Ryde · Sædinge · Sakskøbing · Sandby · Sankt Nikolai · Skelby · Skørringe · Skovlænge · Slemminge · Søllested · Sønder Alslev · Sønder Kirkeby · Stadager · Stokkemarke · Stormarks · Stubbekøbing · Systofte · Tågerup · Tårs · Tillitse · Tingsted · Tirsted · Toreby · Torkilstrup · Torslunde · Utterslev · Våbensted · Væggerløse · Vålse · Vantore · Vejleby · Vestenskov · Vester Ulslev · Vesterborg · Vigsnæs · Vindeby